# Curimatopsis macrolepis
Curimatopsis macrolepis es una especie de peces de la familia Curimatidae en el orden de los Characiformes.

## Morfología
Los machos pueden llegar alcanzar los 6 cm de longitud total.

## Hábitat
Vive en zonas de clima tropical entre 22 °C - 26 °C de temperatura.

## Distribución geográfica
Se encuentran en Sudamérica: cuencas de los ríos Orinoco y  Amazonas.